# Умыс (посёлок железнодорожного разъезда)
Умыс — посёлок разъезда в Кочкуровском районе Республики Мордовия. Входит в состав Семилейского сельского поселения.

## География
Посёлок разъезда находится у железнодорожной линии Рузаевка — Ульяновск, на расстоянии примерно 13 км (по прямой) к юго-востоку от села Кочкурово, административного центра района.

## История
Посёлок основан в 1890-х годах при строительстве Самаро-Златоустовской железной дороги.

## Население
| 2002 | 2010 |
| ---- | ---- |
| 6    | ↗7   |

### Национальный состав
Согласно результатам переписи 2002 года, в национальной структуре населения мордва-эрзя составляла 83 % из 6 чел.